# Apple Pippin
Apple Pippin是一种由苹果公司在1990年代中期开发的游戏机／多媒体播放机平台。它采用66MHz的 PowerPC 603e处理器，14.4 kbit/s调制解调器并运行一精简版之Mac OS。其目的是希望创造出主要面向基于CD之多媒体播放（特别是游戏）之低价电脑，并附带网络功能。它有一4倍速光驱及可以连接至电视的视讯输出。其名字的由来是翠玉苹果（Newtown Pippin）——一个苹果栽培品种，类似于旭苹果（McIntosh）之于麦金塔（Macintosh）。
苹果公司从未企图自行推出Pippin，而是希望将其授权给第三方厂商－与不幸的3DO相同的商业模式。然而，只有萬代（Bandai）獲授权制造贩售Pippin。
在萬代的Pippin上市之时（1995年于日本，1996年于美国），市场已被功能更强大的任天堂64与PlayStation占据。此外，当时Pippin可用的软件亦少得可怜－唯一的供应商就是萬代自己。美金599元的初始价格、官方定位为低价电脑的Pippin，实际上其系统更常有认为是电视游乐器。因此，有认为它的价位高出其同类商品太多。
仅有数千台Pippin制造出来，因此，甚至连键盘与调制解调器附件的产量都比主机多。
最终，Pippin因为太晚切入3D游戏机场、且不论是作为游戏机或电脑来说功能都太弱，因此遭受沉重打击。萬代的版本很快就消亡，只在美国和日本取得了有限的销量。
在2006年5月，Pippin被PC World杂志选为「史上25大科技烂货」。
2011年时，李开复在其微博上透露他在苹果工作时正是Pippin这个项目的负责人。

## 技术资讯

### 硬件

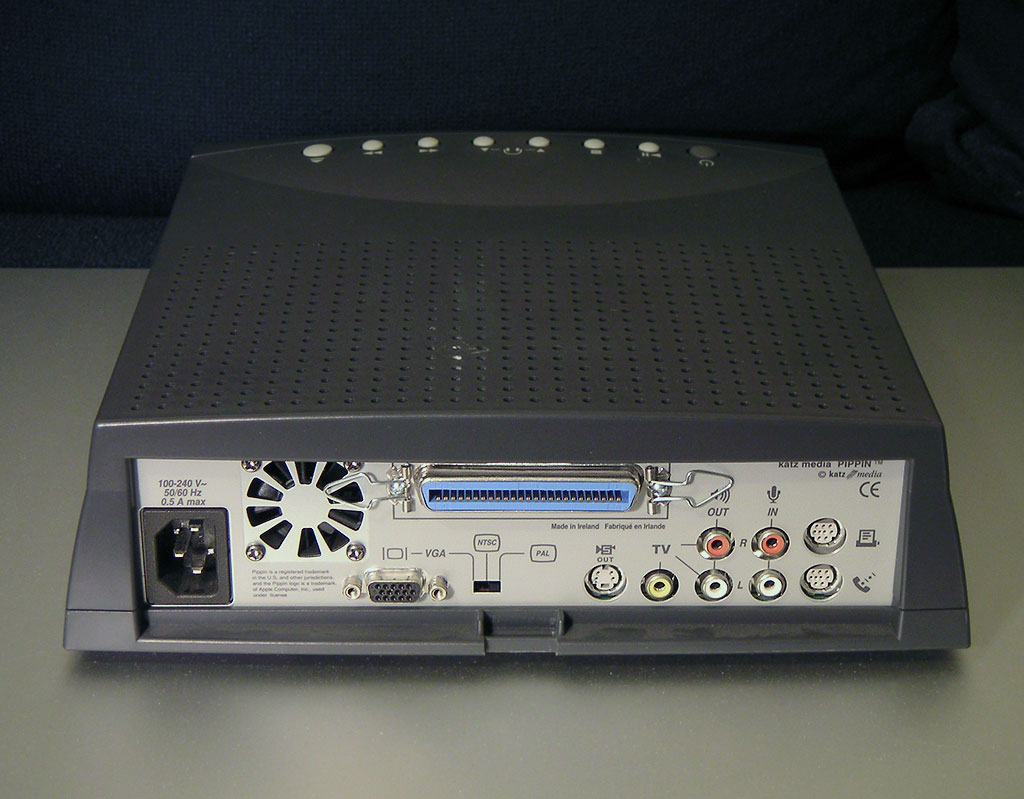
Apple Pippin的后面板(Atmark Player)

- 66MHz PowerPC 603 RISC 微处理器
  - Superscalar, three instructions per clock cycle
  - 8KB data and 8KB instruction caches
  - IEEE标准单／双精确浮点运算器(FPU-Floating Point Unit)

- 6MB系统与畫面輸出共用内存，advanced architecture
  - 2、4及8MB内存扩充卡

- 128K SRAM store/restore backup
- 4倍速光驱
- 两个高速序列埠，其中一个可支援GeoPort
- PCI兼容扩充槽

- Two ruggedized ADB inputs
  - Supports up to four simultaneous players over Apple Desktop Bus (ADB)
  - Supports standard ADB keyboards and mice with connector adapters

### 畫面輸出
- 8位元与16位元支援
- Dual frame buffers for superior frame-to-frame animation
- 支持NTSC与PAL复合畫面、S-Video与VGA(640x480)螢幕
- 水平／垂直畫面回旋

### 音频
- 双声道16位元44kHz范例输出
- 双声道16位元44kHz范例输入
- 耳机输出孔与单独的音量调整器
- 可播放音频CD

### 软件
- Runtime environment derived from Mac OS
- PPC native version of QuickDraw
- Reduced system memory footprint (computer specific features removed)
- Disk-resident System Software stamped on CD-ROM with title
- System boots off of CD-ROM
- Pippin System Software upgrades released through CD-ROM stamping operations
- 68k emulator
- Macintosh Toolbox intact